# Johnnie Burn
Johnnie Burn (1970) è un tecnico del suono britannico, vincitore del Premio Oscar al miglior sonoro per La zona d'interesse.

## Biografia
Johnnie Burn è nato nel 1970 nel Regno Unito. Ha iniziato a lavorare come tecnico del suono in diversi videoclip, come Say You'll Be There delle Spice Girls, Thursday's Child di David Bowie  e Music di Madonna. Nel 1999 ha co-fondato i Wave Studios con Warren Hamilton. Nel 2015 ha lavorato a The Lobster di Yorgos Lanthimos. Successivamente, ha anche a lavorato a altri film dello stesso regista, come La favorita e Povere creature!. Nel 2024 ha vinto il Premio Oscar al miglior sonoro per La zona d'interesse.

## Filmografia

### Cinema
- Birth - Io sono Sean (Birth), regia di Jonathan Glazer (2004)
- Payback Season, regia di Danny Donnelly (2012)
- St George's Day, regia di Frank Harper (2012)
- Warrioress, regia di Ross Boyask (2013)
- Under the Skin, regia di Jonathan Glazer (2013)
- The Lobster, regia di Yorgos Lanthimos (2015)
- Ghost in the Shell, regia di Rupert Sanders (2017)
- Il sacrificio del cervo sacro (The Killing of a Sacred Deer), regia di Yorgos Lanthimos (2017)
- Il mistero di Donald C. (The Mercy), regia di James Marsh (2018)
- La favorita (The Favourite), regia di Yorgos Lanthimos (2018)
- Waves - Le onde della vita (Waves), regia di Trey Edward Shults (2019)
- Ammonite - Sopra un'onda del mare (Ammonite), regia di Francis Lee (2020)
- Nope, regia di Jordan Peele (2022)
- La zona d'interesse (The Zone of Interest), regia di Jonathan Glazer (2023)
- Povere creature! (Poor Things), regia di Yorgos Lanthimos (2023)
- Kinds of Kindness, regia di Yorgos Lanthimos (2024)
- September Says, regia di Ariane Labed (2024)

### Televisione
- The Fat Slags - serie TV (1992)
- Good things come to those who wait - miniserie TV, 2 episodi (1999-2001)

### Cortometraggi
- Weekender, regia di WIZ Andrew John Whiston (1992)
- The Devil's Dosh, regia di Zachary Guerra (2012)
- A Plea for Grimsby, regia di Preston Thompson (2015)
- Anchor, regia di Madeleine Morlet (2015)
- Olla, regia di Ariane Labed (2019)
- Nimic, regia di Yorgos Lanthimos (2019)

### Videoclip
- Say You'll Be There - Spice Girls (1996)
- Rabbit in Your Headlights - Unkle feat. Thom Yorke (1998)
- Thursday's Child - David Bowie (1999)
- A Song for the Lovers - Richard Ashcroft (2000)
- Music - Madonna (2000)

## Riconoscimenti
- Premio Oscar
  - 2024 - Miglior sonoro per La zona d'interesse
- Premio BAFTA
  - 2024 - Miglior sonoro per La zona d'interesse